# 八幡岬 (千葉県勝浦市)
八幡岬（はちまんみさき）は、千葉県勝浦市にある岬。

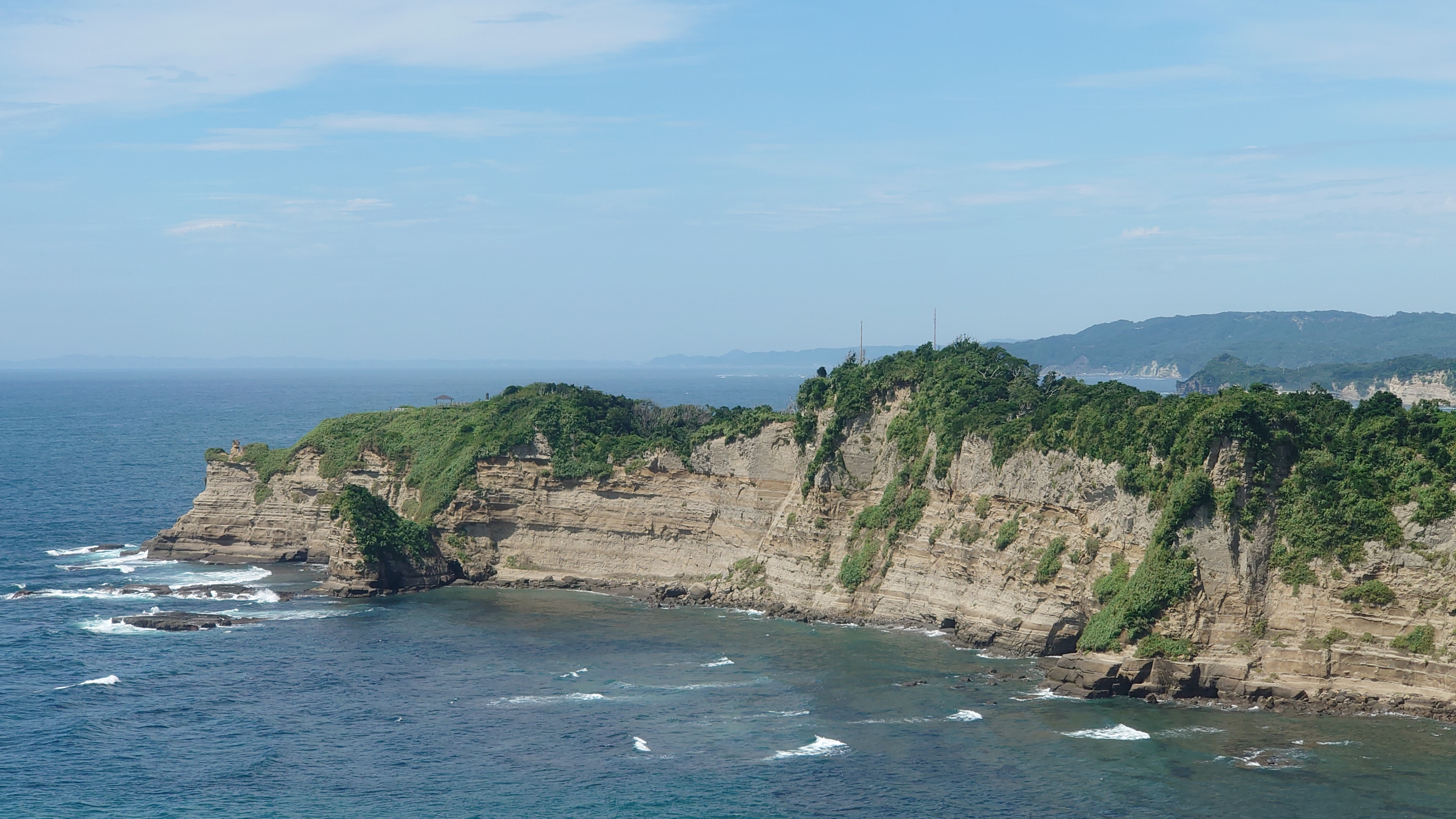
八幡岬（勝浦市）遠景（2022年8月17日撮影）

## 概要
房総半島の南東に位置し、太平洋に南に突き出した岬である。勝浦湾の入口にあたる。
かつて、岬突端の富貴島に房総半島を開拓した天富命が居を構えていたと云われている。天富命が没した後、富貴島の居跡に社殿を建立して祀られたのが、現在の遠見岬神社の起こりとされている。
岬にはその形状を生かして勝浦城が築城され（築城時期などの詳細は不明）、その後正木頼忠によって城内に八幡神である誉田別命を祀った八幡神社を造営したことが、八幡岬の由来になったとされている。勝浦城は1590年（天正18年）以降に廃城となっているが、八幡神社はそのまま残り、今日でも信仰を集めている。
また、正木頼忠の娘であるお万（養珠院）が、勝浦城落城前に断崖を下って海に脱出した「お万の布さらし」の伝承の舞台でもある。岬にはお万（養珠院）の像が建てられている。
勝浦城址は1960年に猿ヶ城遊園地として整備されたが後に廃止され、1985年に八幡岬公園として再整備された。
1983年に千葉県が制定した「房総の魅力500選」に選ばれている。

## 所在地
- 千葉県勝浦市浜勝浦

## 交通
- JR外房線勝浦駅より徒歩約20分。

## 周辺
- 勝浦漁港
- 植村記念公園
- 鳴海神社
- 勝浦灯台